# Бескнижные библиотеки

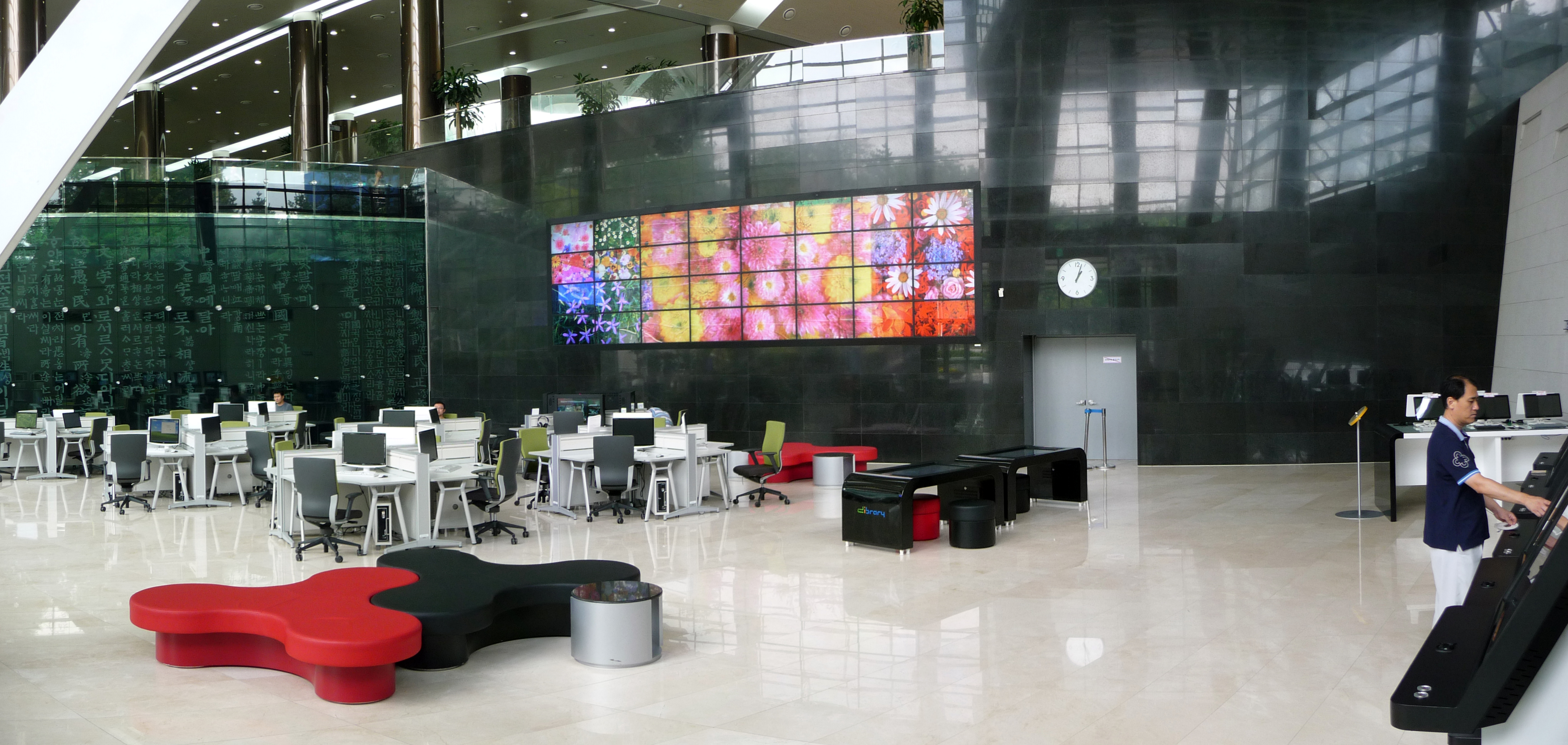
Вход в Национальную цифровую библиотеку Кореи / Dibrary.

Бескнижные библиотеки — публичные, академические и школьные библиотеки, в которых нет печатных книг.
Вместо печатных изданий они предлагают полностью цифровые коллекции литературных произведений, материалы для чтения, а также материалы научных и академических исследований.
Бескнижные обычно использует пространство, которое когда-то использовалось для книг, для предоставления общедоступных компьютеров, электронных книг и других технологий, используемых для потребления и производства цифровых носителей. За последнее десятилетие, благодаря системным изменениям в средствах и методах научного общения, несколько крупных исследовательских библиотек успешно отказались от книг.

## Перспективы
Бескнижные библиотеки часто рассматриваются как потенциальная модель для будущих библиотек, с модернизацией, увеличенной доступностью пространства и более низкими затратами. Однако библиотеки без книг сталкиваются с множеством проблем, включая сильную привязанность публики к средствам массовой информации в библиотеках.
В 2002 году в Библиотеке филиала Санта-Роза в Тусоне, штат Аризона, чиновники попытались преодолеть цифровой разрыв в сообществе, предложив библиотеку только в цифровом формате. Однако спустя годы жители, утомленные электроникой, потребовали, чтобы в коллекцию были добавлены настоящие книги, и сегодня они пользуются библиотекой с полным доступом с компьютерами. Проблемы с доступом и авторским правом также ограничивают полезность библиотек без книг, поскольку большая часть цифрового контента по-прежнему недоступна для заимствования в Интернете.
Еще одним минусом библиотек такого рода является тот факт, что многие важные носители информации никогда не были оцифрованы.
Посетители библиотек также сопротивляются этой идее. По данным опроса Pew 2013 года, только 20% американцев заявили, что библиотекам следует «обязательно вынести некоторые печатные книги и стопки из общественных мест, чтобы освободить больше места для таких вещей, как технические центры, читальные залы, залы для встреч и культурные мероприятия».

## Примеры

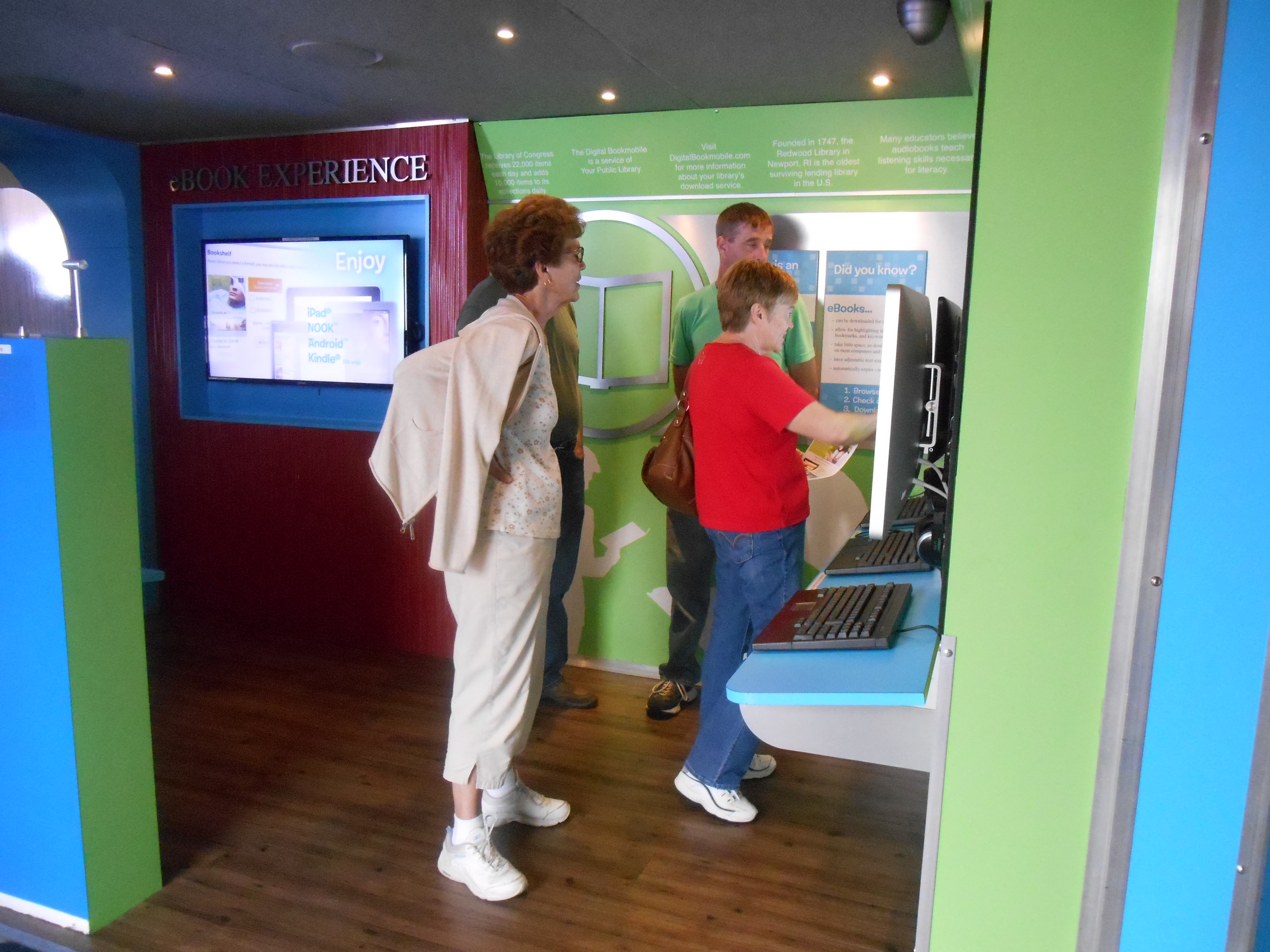
Цифровой книжный мобильный

В 2012 году Медицинская библиотека Уильяма Х. Уэлча в Университете Джонса Хопкинса закрыла свое физическое здание и полностью переехала в онлайн. «Мы изучили тенденции и увидели, что использование здания снизилось, тираж бумажных материалов снизился, в то же время мы увидели очень большой рост использования онлайн-материалов», — сказал представитель библиотеки.
Директор Нэнси Родерер в интервью журналу Library Journal в 2012 году. 

«Это не значит, что это правильно для других библиотек, но для нас».— 
При переходе к модели общего обучения Колледж Уильяма Джуэлла в Либерти, штат Миссури, заменил свои печатные СМИ онлайн-ресурсами в своей обновленной библиотеке.
В новой библиотеке Политехнического университета Флориды также нет печатных СМИ. Директор библиотек Кэтрин Миллер отмечает важность доступа к информации независимо от формы. «Мы хотим, чтобы наши студенты распознавали, когда у них есть потребность в информации, — сказала она, — и могли найти соответствующую информацию, чтобы применить ее научным и, в конечном счете, профессиональным способом».
Публичные библиотеки также исследуют формат бескнижных библиотек.
Библиотека BiblioTech — одна из первых публичных библиотек без книг.
В 2011 году католическая подготовительная школа Бенильда — Св.Маргарет изъяла из своей коллекции почти все печатные книги.